# Futebolista Inglês do Ano pela FWA
O Futebolista Inglês do Ano (oficialmente Football Writers' Association Footballer of the Year, ou ainda conhecido como FWA Footballer of the Year) é um prêmio anual entregue pela FWA ao jogador escolhido por ter sido o melhor da temporada no futebol inglês. A primeira edição aconteceu na temporada 1947–48, quando Stanley Matthews venceu defendendo o Blackpool. O atual vencedor do prêmio é Mohamed Salah, do Liverpool, que foi campeão da Premier League de 2024–25. Com temporada artilheira, o egípcio venceu o prêmio com a maior margem do século e igualou o recorde de Thierry Henry.
O vencedor é escolhido por uma votação entre os membros da FWA, que compreende cerca de quatrocentos jornalistas de futebol em toda a Inglaterra. O prêmio foi sugestão de Charles Buchan, um ex-futebolista profissional que virou jornalista e um dos fundadores da Associação.

## Vencedores

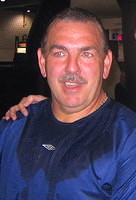
Neville Southall foi o último goleiro a receber o prêmio. Southall venceu na temporada 1984–85 pelo Everton.

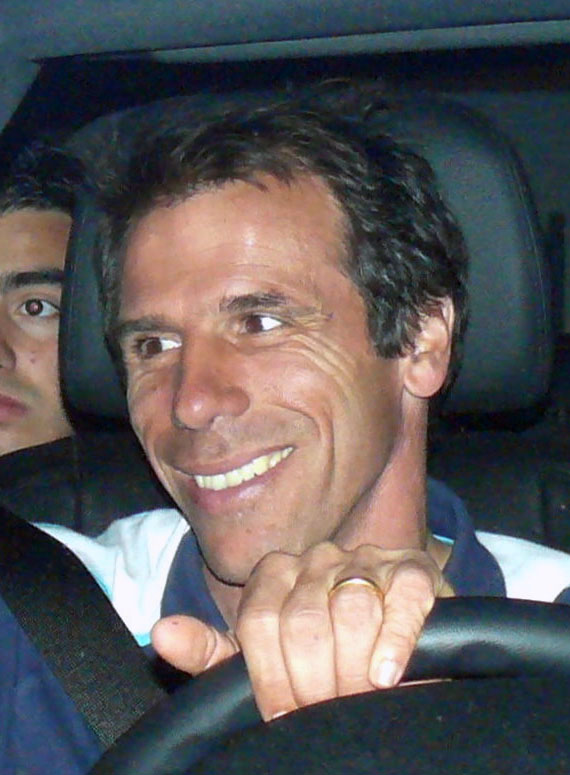
Gianfranco Zola foi o primeiro jogador a receber o prêmio sem ter disputado toda a temporada. O italiano venceu na temporada 1996–97, atuando pelo Chelsea.

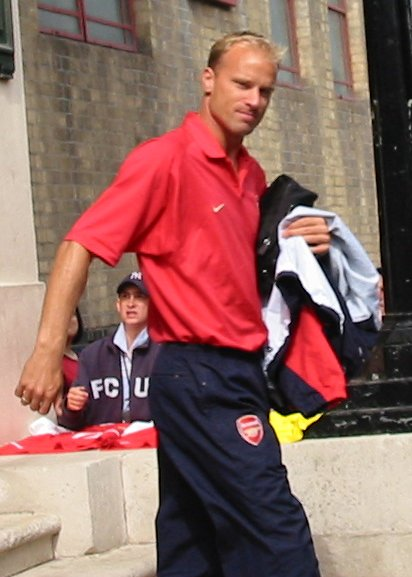
Dennis Bergkamp venceu o prêmio na temporada 1997–98.

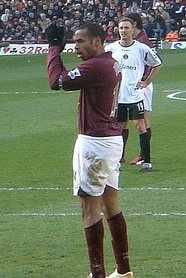
Thierry Henry é, ao lado de Mohamed Salah, o maior vencedor do prêmio, com três conquistas. Henry recebeu o prêmio nas temporadas 2002–03, 2003–04 e 2005–06, pelo Arsenal.

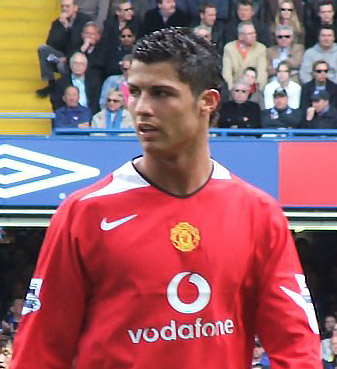
Cristiano Ronaldo recebeu o prêmio por duas temporadas consecutivas entre 2006–07 e 2007–08, pelo Manchester United.

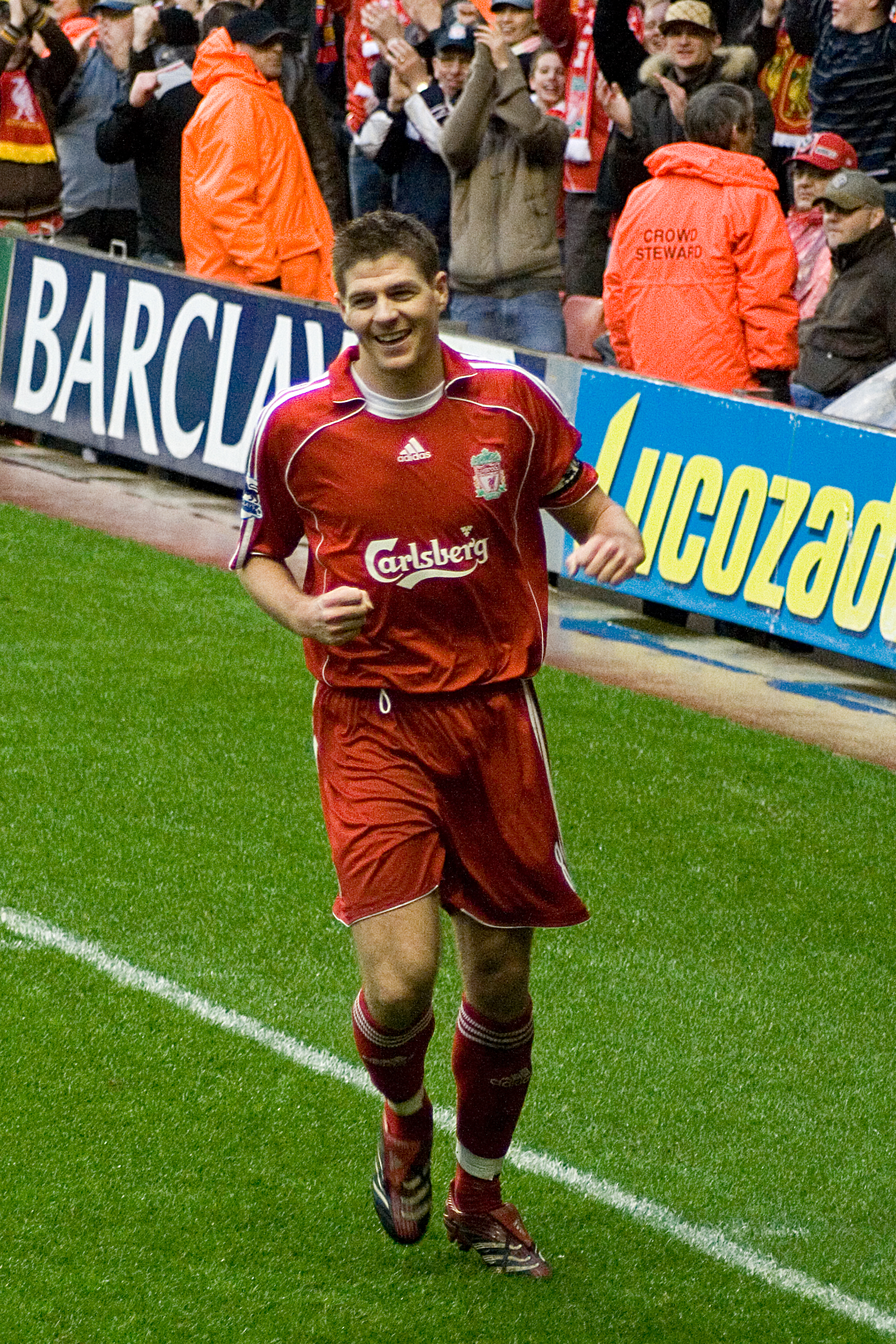
Steven Gerrard, vencedor do prêmio em 2009, foi o primeiro jogador do Liverpool a ganhá-lo em dezenove anos.

| Temporada |            | Jogador            | Clube               | Notas      |
| --------- | ---------- | ------------------ | ------------------- | ---------- |
| 1947–48   | ENG !      | Stanley Matthews   | Blackpool           |            |
| 1948–49   | IRE !      | Johnny Carey       | Manchester United   | [ nota 1 ] |
| 1949–50   | ENG !      | Joe Mercer         | Arsenal             |            |
| 1950–51   | ENG !      | Harry Johnston     | Blackpool           |            |
| 1951–52   | ENG !      | Billy Wright       | Wolverhampton       |            |
| 1952–53   | ENG !      | Nat Lofthouse      | Bolton              |            |
| 1953–54   | ENG !      | Tom Finney         | Preston North End   |            |
| 1954–55   | ENG !      | Don Revie          | Manchester City     |            |
| 1955–56   | GER !      | Bert Trautmann     | Manchester City     |            |
| 1956–57   | ENG !      | Tom Finney         | Preston North End   | [ nota 2 ] |
| 1957–58   | NIR !      | Danny Blanchflower | Tottenham           |            |
| 1958–59   | ENG !      | Syd Owen           | Luton Town          |            |
| 1959–60   | ENG !      | Bill Slater        | Wolverhampton       |            |
| 1960–61   | NIR !      | Danny Blanchflower | Tottenham           |            |
| 1961–62   | ENG !      | Jimmy Adamson      | Burnley             |            |
| 1962–63   | ENG !      | Stanley Matthews   | Stoke City          | [ nota 3 ] |
| 1963–64   | ENG !      | Bobby Moore        | West Ham            |            |
| 1964–65   | SCO !      | Bobby Collins      | Leeds United        |            |
| 1965–66   | ENG !      | Bobby Charlton     | Manchester United   |            |
| 1966–67   | ENG !      | Jack Charlton      | Leeds United        |            |
| 1967–68   | NIR !      | George Best        | Manchester United   |            |
| 1968–69   | ENG !      | Tony Book          | Manchester City     |            |
| 1968–69   | SCO !      | Dave Mackay        | Derby County        |            |
| 1969–70   | SCO !      | Billy Bremner      | Leeds United        |            |
| 1970–71   | SCO !      | Frank McLintock    | Arsenal             |            |
| 1971–72   | ENG !      | Gordon Banks       | Stoke City          |            |
| 1972–73   | NIR !      | Pat Jennings       | Tottenham           |            |
| 1973–74   | ENG !      | Ian Callaghan      | Liverpool           |            |
| 1974–75   | ENG !      | Alan Mullery       | Fulham              |            |
| 1975–76   | ENG !      | Kevin Keegan       | Liverpool           |            |
| 1976–77   | ENG !      | Emlyn Hughes       | Liverpool           |            |
| 1977–78   | SCO !      | Kenny Burns        | Nottingham Forest   |            |
| 1978–79   | SCO !      | Kenny Dalglish     | Liverpool           |            |
| 1979–80   | ENG !      | Terry McDermott    | Liverpool           |            |
| 1980–81   | NED !      | Frans Thijssen     | Ipswich Town        |            |
| 1981–82   | ENG !      | Steve Perryman     | Tottenham           |            |
| 1982–83   | SCO !      | Kenny Dalglish     | Liverpool           |            |
| 1983–84   | WAL !      | Ian Rush           | Liverpool           |            |
| 1984–85   | WAL !      | Neville Southall   | Everton             |            |
| 1985–86   | ENG !      | Gary Lineker       | Everton             |            |
| 1986–87   | ENG !      | Clive Allen        | Tottenham           |            |
| 1987–88   | ENG !      | John Barnes        | Liverpool           |            |
| 1988–89   | SCO !      | Steve Nicol        | Liverpool           |            |
| 1989–90   | ENG !      | John Barnes        | Liverpool           |            |
| 1990–91   | SCO !      | Gordon Strachan    | Leeds United        |            |
| 1991–92   | ENG !      | Gary Lineker       | Tottenham           |            |
| 1992–93   | ENG !      | Chris Waddle       | Sheffield Wednesday |            |
| 1993–94   | ENG !      | Alan Shearer       | Blackburn           |            |
| 1994–95   | GER !      | Jürgen Klinsmann   | Tottenham           |            |
| 1995–96   | FRA !      | Eric Cantona       | Manchester United   |            |
| 1996–97   | ITA !      | Gianfranco Zola    | Chelsea             |            |
| 1997–98   | NED !      | Dennis Bergkamp    | Arsenal             |            |
| 1998–99   | FRA !      | David Ginola       | Tottenham           |            |
| 1999–00   | IRE !      | Roy Keane          | Manchester United   |            |
| 2000–01   | ENG !      | Teddy Sheringham   | Manchester United   |            |
| 2001–02   | FRA !      | Robert Pirès       | Arsenal             |            |
| 2002–03   | FRA !      | Thierry Henry      | Arsenal             |            |
| 2003–04   | FRA !      | Thierry Henry      | Arsenal             | [ nota 4 ] |
| 2004–05   | ENG !      | Frank Lampard      | Chelsea             |            |
| 2005–06   | FRA !      | Thierry Henry      | Arsenal             | [ nota 5 ] |
| 2006–07   | POR !      | Cristiano Ronaldo  | Manchester United   |            |
| 2007–08   | POR !      | Cristiano Ronaldo  | Manchester United   |            |
| 2008–09   | ENG !      | Steven Gerrard     | Liverpool           |            |
| 2009–10   | ENG !      | Wayne Rooney       | Manchester United   | [ 6 ]      |
| 2010–11   | ENG !      | Scott Parker       | West Ham            | [ 7 ]      |
| 2011–12   | NED !      | Robin van Persie   | Arsenal             | [ 8 ]      |
| 2012–13   | WAL !      | Gareth Bale        | Tottenham           | [ 9 ]      |
| 2013–14   | URY !      | Luis Suárez        | Liverpool           | [ 10 ]     |
| 2014–15   | BEL !      | Eden Hazard        | Chelsea             | [ 11 ]     |
| 2015–16   | ENG !      | Jamie Vardy        | Leicester           | [ 12 ]     |
| 2016–17   | FRA !      | N'Golo Kanté       | Chelsea             | [ 13 ]     |
| 2017–18   | Egito      | Mohamed Salah      | Liverpool           | [ 14 ]     |
| 2018–19   | Inglaterra | Raheem Sterling    | Manchester City     | [ 15 ]     |
| 2019–20   | Inglaterra | Jordan Henderson   | Liverpool           | [ 16 ]     |
| 2020–21   | Portugal   | Rúben Dias         | Manchester City     | [ 17 ]     |
| 2021–22   | Egito      | Mohamed Salah      | Liverpool           | [ 18 ]     |
| 2022–23   | Noruega    | Erling Haaland     | Manchester City     | [ 19 ]     |
| 2023–24   | Inglaterra | Phil Foden         | Manchester City     | [ 20 ]     |
| 2024–25   | Egito      | Mohamed Salah      | Liverpool           | [ 21 ]     |